# Abigail (álbum)
Abigail es el segundo álbum de estudio, y el primer álbum conceptual de la banda de Heavy Metal King Diamond. Fue publicado mundialmente en 1987 bajo el sello de Roadrunner Records y producido enteramente por King Diamond. 
En 1997 lanzó una versión remasterizada que contenía tres bonus track: «Shrine» (inédita), «Posession», «A Mansion in Darkness» y un remix de «The Family Ghost». 
En 2005 fue lanzado un DVD con actuaciones en vivo en Gotemburgo, Suecia, 1987 y videos musicales.

## Argumento
Aunque en el disco la historia se nos muestra con regresiones en el tiempo, el argumento lineal va más o menos de esta forma:
La historia comienza con una joven pareja, Miriam Natias y Jonathan La Fey; quienes se mudan a una mansión que Jonathan heredó. Antes de su llegada al inmueble, son advertidos por siete jinetes que les salieron al paso de que tal vez deberían marcharse del lugar. En su primera noche Jonathan se encuentra con el fantasma de su antepasado, el Conde La Fey. El conde le cuenta la historia de Abigail, una niña nacida muerta el 7 de julio de 1777, cuyo espíritu mora dentro de su esposa Miriam, quien se encuentra embarazada. La historia se había repetido anteriormente: la esposa del conde había estado embarazada también y llevaba consigo a la malvada Abigail, pero él la arrojó de las escaleras, matando así a la criatura que estaba por nacer. Al día siguiente Jonathan piensa en hacer lo mismo que su antepasado, alentado aparentemente por su esposa a empujarla, pero al llegar a las escaleras es Miriam quien empuja a Jonathan, pues ella había sido poseída por el espíritu de Abigail. Miriam da a luz a Abigail y no sobrevive al parto. Cuando llegan los jinetes la recién nacida Abigail estaba comiéndose a Miriam. Al final Abigail es enterrada viva en una ceremonia, clavada en su ataúd con estacas de plata, para que no vuelva a causar más mal.
Este álbum muestra la obsesión de King Diamond con la numerología, ya que en distintos pasajes de la historia (edades, fechas y otras alusiones) es posible llegar al número 9, considerado mágico en viejas tradiciones ocultistas. Además, los tracks del álbum son 9, al igual que la suma y síntesis de la duración exacta de todos los tracks. Asimismo, son 9 las cruces que tiene la carroza en la portada del disco. 
En el año 2002 fue lanzado la continuación de este álbum, «Abigail II: The Revenge».

## Lista de canciones
| N.º | Título                     | Escritor(es)            | Duración |  |
| 1.  | «Funeral»                  | King Diamond            | 1:29     |  |
| 2.  | «Arrival»                  | Diamond                 | 5:26     |  |
| 3.  | «A Mansion In Darkness»    | Diamond, Andy LaRocque  | 4:33     |  |
| 4.  | «The Family Ghost»         | Diamond                 | 4:05     |  |
| 5.  | «The 7th Day Of July 1777» | Diamond, LaRocque       | 4:51     |  |
| 6.  | «Omens»                    | Diamond                 | 3:56     |  |
| 7.  | «The Posession»            | Diamond, Michael Denner | 3:25     |  |
| 8.  | «Abigail»                  | Diamond                 | 4:52     |  |
| 9.  | «Black Horsemen»           | Diamond                 | 7:39     |  |

| Versión remasterizada con un bonus track inédito y tres remixes. |                         |                   |          |  |
| N.º                                                              | Título                  | Escritor(es)      | Duración |  |
| 10.                                                              | «Shrine (Inédito)»      | Diamond, LaRocque | 4:23     |  |
| 11.                                                              | «A Mansion In Darkness» | Diamond           | 4:35     |  |
| 12.                                                              | «The Family Ghost»      | Diamond           | 4:09     |  |
| 13.                                                              | «Posession»             | Diamond           | 3:28     |  |
| 54.11                                                            |                         |                   |          |  |

| Contenido del DVD, actuaciones en vivo Gotemburgo, Suecia, 1987. |                            |              |          |  |
| N.º                                                              | Título                     | Escritor(es) | Duración |  |
| 1.                                                               | «Funeral»                  |              |          |  |
| 2.                                                               | «Arrival»                  |              |          |  |
| 3.                                                               | «Come To The Sabbath»      |              |          |  |
| 4.                                                               | «The Portrait»             |              |          |  |
| 5.                                                               | «The Family Ghost»         |              |          |  |
| 6.                                                               | «The 7th day of July 1777» |              |          |  |
| 7.                                                               | «Halloween»                |              |          |  |

## Integrantes
- King Diamond - vocalista
- Andy LaRocque - guitarrista
- Michael Denner - guitarrista
- Timi Hansen - bajista
- Mikkey Dee - baterista
- Roberto Falcao – teclista